# Вердидж
Верди́дж (перс. ورديج‎) — село на севере Ирана, в остане Тегеран. Входит в состав шахрестана Тегеран. Является частью дехестана (сельского округа) Сулькан бахша Кан.

## География
Село находится в северо-западной части остана, в пределах горной системы Эльбурс, на расстоянии приблизительно 5 километров (по прямой) к северу от Тегерана. Абсолютная высота — 1863 метра над уровнем моря.

## Население
По данным переписи 2006 года население села составляло 281 человек (151 мужчина и 130 женщин). В Вердидже насчитывалось 77 домохозяйств. Уровень грамотности населения составлял 63,7 %. Уровень грамотности среди мужчин составлял 70,9 %, среди женщин — 55,4 %.
В 2016 году в селе имелось 271 домохозяйство и проживало 778 человек (394 мужчины и 384 женщины).